# 名阪上野ドライブイン
名阪上野ドライブイン（めいはんうえのドライブイン）は、三交興業が運営していたドライブインである。
同施設は、名阪国道の大内ICのすぐ北側で隣接しているが、名阪国道に付随するSAやPAではない。
また、国道25号（旧道のいわゆる『非名阪』）もすぐ北を通っているが、同施設は道の駅ではない。

## 概要
名阪上野ドライブインは、名阪国道が開通した翌年の1966年9月13日に開店し、関西方面から伊勢志摩方面への観光拠点として機能してきた。
同施設は、2012年3月に改装され、『上野忍者ドライブイン』として忍者のイメージを前面に押し出している。
開店から55年、名阪上野ドライブインは2022年3月31日をもって閉店することとなった。
その理由として、新名神高速道路の開通や旅行形態の変化や新型コロナウイルスの影響などによる利用者の減少が挙げられている。
なお、本ドライブインのマスコットキャラクター『忍にゃん』は、伊賀上野観光協会に贈呈された。また、同施設の跡地の再利用は未定である。

## 沿革
- 1966年（昭和41年） - 9月13日に開店
- 1969年（昭和44年） - 『名阪上野伊賀餅コーナー』新設
- 1975年（昭和50年） - レストランを改装し、テナント飲食街を新設
- 1979年（昭和54年） - 『名阪一番街』増築（後の『おみやげ広場』）
- 1982年（昭和57年） - 駐車場を拡張
- 1993年（平成5年） - 館内の改装およびマスコット『忍忍』を制定
- 2012年（平成24年） - 館内の改装および『地産地消工房』を新設し、愛称『名阪上野忍者ドライブイン』とマスコット『忍にゃん』を制定
- 2022年（令和4年） - 3月31日の18:00をもって閉店

## 註釈·出典
1. ↑  1965年12月16日

1. ↑  「名阪上野ドライブインが新装開店」『中日新聞』中日新聞社、2012年3月17日。オリジナルの2012年3月20日時点におけるアーカイブ。
2. ↑  「三重)忍者もびっくり 「かたやき」が刀に」『朝日新聞デジタル』朝日新聞社、2014年2月2日。オリジナルの2014年10月26日時点におけるアーカイブ。
3. ↑  『~55年間のご愛顧ありがとうございました~ 名阪上野ドライブインの「閉店」及び「閉店感謝セール」のお知らせ』（pdf）（プレスリリース）名阪上野ドライブイン、2022年1月21日。
4. ↑  『~55年間のご愛顧ありがとうございました~ 名阪上野ドライブインの「閉店」及び「閉店感謝セール」のお知らせ』（pdf）（プレスリリース）近鉄グループホールディングス、2022年1月12日。
5. ↑  『~55年間のご愛顧ありがとうございました~ 名阪上野ドライブイン閉店感謝セール及び「イベント」開催と「さよならツアー」のお知らせ』（pdf）（プレスリリース）近鉄グループホールディングス、2022年1月12日。
6. ↑  「名阪上野ドライブイン3月末閉鎖 団体需要減やコロナ影響で 伊賀」『伊賀タウン情報ユー』ユー、2022年1月12日。
7. ↑  上地智「三重·名阪上野ドライブインが55年の歴史に幕、跡地は未定」『Lmaga.jp』京阪神エルマガジン社、2022年3月2日。
8. ↑  「伊賀の玄関口で55年、さらば「忍者ドライブイン」」『読売新聞オンライン』読売新聞社、2022年1月14日。
9. ↑  江湖良二「伊賀の「忍者ドライブイン」、55年の歴史に幕 感謝セール開催へ」『朝日新聞デジタル』朝日新聞社、2022年1月14日。
10. ↑  「忍者観光のドライブイン55年の歴史に幕 伊賀、3月閉店へ」『毎日新聞』毎日新聞社、2022年1月13日。
11. ↑  河野晴気「閉店惜しむ声、連日にぎわう 伊賀の名阪上野ドライブイン」『中日新聞』中日新聞社、2022年1月25日。
12. ↑  「伊賀牛膳やにしんそば、お得に 名阪上野ドライブインで本セール」『中日新聞』中日新聞社、2022年2月23日。
13. ↑  小嶋あきら「懐かしくて、ほのかに昭和…全国のドライブインがどんどん減っている説 まもなくお別れ「名阪上野ドライブイン」」『まいどなニュース』神戸新聞社、2022年2月7日。
14. ↑  「三交興業 あすから閉店感謝セール 名阪上野ドライブインで」『中部経済新聞』中部経済新聞社、2022年2月21日。
15. ↑  「「忍者ドライブイン」 55年の歴史に幕 三重·伊賀市」『中京テレビNEWS』中京テレビ放送、2012年3月31日。
16. ↑  「惜別忍者ドライブイン」『読売新聞オンライン』読売新聞社、2022年4月1日。
17. ↑  大西康裕「さらば忍者ドライブイン 名阪国道　惜しまれ、55年歴史に幕 伊賀/三重」『毎日新聞』毎日新聞社、2022年4月1日。
18. ↑  「「忍者ドライブイン」、半世紀の歴史に幕 三重·伊賀」『イザ!』産経新聞社、2022年3月1日。